# سقطوم
سُقْطُوم (الاسم العلمي Cynopterus)، جنس حيوانات من فصيلة خفافيش الفاكهة. أنواعه 7. جميعها آسيوية شرقية، صغيرة القد، بتراء، غليظة الرأس، قصيرة الفرطوسة. طولها يرواح من 11 إلى 12 سم. وبسطتها من 50 إلى 55 سم. تعيش جامعات قليلة العدد. تألف النخل والأشجار الحرجية. قوتها الثمار على أختلاف أنواعها.

## الأنواع
- Lesser short-nosed fruit bat (Cynopterus brachyotis)
- Horsfield's fruit bat (Cynopterus horsfieldii)
- Peters's fruit bat (Cynopterus luzoniensis)
- Minute fruit bat (Cynopterus minutus)
- Nusatenggara short-nosed fruit bat (Cynopterus nusatenggara)
- Greater short-nosed fruit bat (Cynopterus sphinx)
- Indonesian short-nosed fruit bat (Cynopterus titthaecheilus)